# Ioan Toman
Ioan Toman (ur. 6 marca 1959 w Teș) – rumuński strzelec specjalizujący się w skeecie, trzykrotny medalista mistrzostw świata, czterokrotny uczestnik igrzysk olimpijskich (Moskwa, Barcelona, Atlanta, Pekin).

## Życiorys
Rumun zaczął uprawiać sport w 1976 roku. Jest praworęczny, mierzy z broni prawym okiem. Żonaty, ma jedno dziecko.

## Przebieg kariery
W 1980 wystartował w letnich igrzyskach olimpijskich w Moskwie, na których w swej konkurencji zajął 19. pozycję w tabeli wyników, z dorobkiem 192 punktów. W 1986 otrzymał brązowy medal mistrzostw świata. W latach 90. XX wieku startował na letniej olimpiadzie zarówno w Barcelonie, jak i w Atlancie – w Barcelonie zajął 4. pozycję z dorobkiem 198 + 24 punktów, natomiast w Atlancie uplasował się w tabeli wyników na 32. pozycji z dorobkiem 117 punktów. Kolejne medale mistrzostw świata wywalczył w 1995 i 2007 roku – podczas mistrzostw świata rozgrywanych w Nikozji. Czwarty i ostatni występ olimpijski Rumuna miał miejsce w Pekinie, w ramach którego zajął 35. pozycję z wynikiem 108 punktów.